# تری نوتاری
تری نوتاری (به انگلیسی: Terry Notary) (زاده ۱۴ اوت ۱۹۶۸) بازیگر آمریکایی است. از فیلم‌های او می‌توان به بازی در کونگ: جزیره جمجمه و مربع اشاره نمود.